# La Bataille de Pharsale
Pour les articles homonymes, voir Bataille de Pharsale (homonymie).
La Bataille de Pharsale est un roman de Claude Simon publié le 1er août 1969 aux éditions de Minuit.

## Éditions
- La Bataille de Pharsale, Les Éditions de Minuit, 1969  (ISBN 2-7073-0354-2).